# Euselasia gelanor
Euselasia gelanor is een vlindersoort uit de familie van de prachtvlinders (Riodinidae), onderfamilie Euselasiinae.
Euselasia gelanor werd in 1780 beschreven door Stoll.